# سان فيرو ميليس
سان فيرو ميليس، (بالإنجليزية: San Vero Milis)‏، (سردينيا: Sant 'Eru)، هي بلدية في مقاطعة أوريستانو، في إقليم سردينيا، الإيطالي، وتقع على بعد حوالي 100 كيلومتر (62 ميل) شمال غرب كالياري، وحوالي 13 كم (8 ميل) شمال أوريستانو. اعتبارا من 31 ديسمبر 2004، كان عدد سكانها 2,506 وتبلغ مساحتها 72.2 كيلومتر مربع (27.9 ميل مربع).

## السكان
في سنة 1861 بلغ عدد السكان 2٬145 نسمة، وتطور العدد ليصل في سنة 2011 لـ 2٬526 نسمة.
يظهر هذا المخطط البياني تطور النمو السكاني لـ سان فيرو ميليس